# Yamon Yamon
Yamon Yamon är en svensk musikgrupp från Stockholm som bildades 2006.
Gruppen ligger på det svenska skivbolaget Tenderversion. 
Yamon Yamon har turnerat i Japan, Tyskland, Danmark, Schweiz, Österrike, Frankrike, Italien, Slovenien, Tjeckien och Norge.

## Diskografi
- Days Like Television (EP, 2008)
- The Darker Place (Digital singel, 2009)
- This Wilderlessness (Album, 2010)
- This Wilderlessness - Japan release, Zankyo Record (Album, 2010)
- Uisu (Album, 2013)

## Medlemmar
- Sång och gitarr: Jon Lennblad
- Bas: John Lindell
- Trummor: Christoffer Öberg-Runfors
- Gitarr: Anton Toorell
- Synth och Gitarr: Daniel Vegerfors